# 邊緣世界 (遊戲)
《边缘世界》（又译作）是一款由加拿大獨立遊戲工作室Ludeon Studios制作並发行的一款基地建设题材的沙盒类游戏。遊戲原名Eclipse Colony，游戏最早于2013年11月面向Microsoft Windows、MacOS和Linux在众筹平台Kickstarter上发布了早期版本。游戏于2013年11月4日發佈抢先体验版本，並且在2018年10月17日發佈正式版本。遊戲亦於2022年7月29日面向Play Station 4 以及Xbox One 發佈邊緣世界主機平台版（RimWorld Console Edition），由雙十一遊戲工作室（Double Eleven） 負責移植及發行工作。邊緣世界旨在以由人工智能推動的「故事產生器」作為媒介為玩家提供複雜的戲劇性變化故事及敍事冒險的體驗。此遊戲得到廣泛玩家以及遊戲評論家的良好評價。

## 情節
遊戲時空設定於久遠的未來，遊戲中的人類經已遍佈宇宙每一個角落但卻無法以勝於光速的速度進行星系際旅行或溝通。由於不同因素如戰爭或瘟疫的影響，各行星及星系之文明發展程度完全獨立於其他行星及星系。部份文明可能已發展至能掌握超越現實的機械之神的科技，部份文明亦可能仍停留於石器時代的發展程度。
遊戲提供多個預設起始腳本供玩家選擇，而除此之外遊戲核心內容皆為一致。遊戲內的角色（Characters, 亦稱為 Pawns）受困於一個基於程序化生成而產生且位於邊緣世界（Rim world）邊境地帶的一顆行星。遊戲角色帶有隨機生成的背景故事，並由此可能將影響其具有的特性，健康狀況或技能。特性及健康狀況可劃分為正面或負面的，並由此決定該角色將為殖民地帶來貢獻或災難，其決策或其存在如何影響其他角色。隨着遊戲進行，可以有多個不同的角色以不同方式暫時性或永久性加入殖民地，例如接納移民或難民，救援運輸艙墜毀的倖存者或招募被俘的敵對襲擊者。
游戏中，玩家所处的星球会有不同的派系，派系之间可能会相互敌对。不同派系在星球上通常有多个基地。玩家可以选择通过成功的谈判、救援其派系的成员、贸易、赠送资源等增加派系好感度与其成为盟友。也可以选择与之敌对并通过攻击其商队或摧毁其基地来获取资源。敌对派系也会攻击你的殖民地。
遊戲目前提供三種能結束遊戲的結局，分別為研究並建造星艦、找尋遺棄但可用的星艦、皇權DLC提供的接待並保護破碎帝國的星際主宰，最終可跟隨其搭乘太空梭離開星球的結局或是理念DLC提供的透過多次出售殖民地以換取遠古聯繫位置的情報，並由此喚醒一個能操控整個星球的機械之神。

## 游戏内容
遊戲主要目標為確保殖民地居民之生存條件，對付隨機產生的環境或人為災害。所產生的事件會隨着遊戲進程而變得越發困難及危險，玩家亦能由此透過研究，交易或完成任務解鎖進階科技。遊戲採用由上往下俯瞰的二維視角。

### 隨機事件以及產生故事
遊戲中的事件是由AI故事敍述者產生，這是遊戲內容的核心來源。遊戲難度，事件規模及事件頻率皆依賴AI故事敍述者。AI故事敍述者會分析殖民地當前狀況並根據其評估方式而產生最理想的故事。遊戲預設提供三個的AI故事敍述者：
- 「经典」卡桑德拉，卡桑德拉創造的故事都已一個漸漸變陡的曲線變得越來越緊張有挑戰性，災害及災害之間具有連貫性[18]。
- 「友善」菲比，菲比會在每個負面事件之間提供較多時間供殖民地從災害中恢復，在高難度下菲比會產生許多較為危險的負面事件[18][19]。
- 「隨興」兰迪，蘭迪會以隨機頻率產生隨機規模的隨機事件，災害及災害之間沒有規律可言[18]。

玩家亦要選擇儲存模式和遊戲難度。遊戲提供6種難易度的選擇，從「和平」到「極端」難度之外，亦可以採用自定義難度的選項。難度直接關係事件的規模和頻率。部份的事件持續時間亦取決於遊戲難易度選項，例如火山冬天或毒霧霾可以持續數個季節以上。
遊戲也提供了兩種儲存模式可選擇。分別為無悔模式及自由讀檔模式：前者相等於遊戲的永久死亡模式，只允許玩家在離開遊戲或返回主選單時保存。而後者則允許玩家在遊戲中任意時間保存或載入，使得玩家能透過保存及載入而取消一件事件的發生。

### 角色
一般而言，玩家無法直接影響遊戲，只能透過下達指令命令角色執行某動作以間接影響遊戲。玩家可向遊戲內的角色下達多種命令，例如建造，開採，收穫植物，攻擊等。以影響遊戲內其餘角色或物品。角色執行命令或動作所需的時間或所產出的物品之品質取決於角色的特定技能。
角色的精神健康狀態受其生活需求，特性及角色的背景故事所影響，並以心情值量表表示。角色除了基本的衣食住行需求之外，亦需要滿足娛樂需求，像是觀星、玩棋，甚至是使用藥物。假如需求未能被滿足，角色將因此而產生負面情緒。假如累積過多負面情緒並使心情值長期低於崩潰臨界值，角色將面臨精神崩潰的風險。玩家無法控制精神崩潰的角色，且角色可能會悲傷徘徊，暴飲暴食，或者狂暴化並攻擊其他角色。
2016年4月6日Alpha 13發佈時，加入了社交系統。使得角色可以與其餘角色建立社會關係，同時亦引進了看法系統。根據角色與角色之間的經歷或社會關係將影響彼此之間的看法。看法影響角色會進行稱讚或是侮辱其他角色之決策，並由此可為其他角色帶來正面或負面情緒，亦有可能因此而引致社交鬥爭（Social Fight）。
遊戲中的動物可被馴服，已馴服的動物可與人類角色建立羈絆，但無法玩家無法透過對動物下達命令直接控制已馴服的動物。已馴服的動物亦可被訓練，使得其可以執行命令，例如跟隨及護衞主人，攻擊遠處敵人，救援倒地友軍及運送及儲存隨機物品。

### 科技發展
玩家亦可透過建造研究桌並安排角色執行研究工作以解鎖建築及物件的製作條件，研究桌允許玩家以科技樹形式進行研究發展。可供研究的科技可以以文明等級作劃分，由部落文明的簡單衣物到太空文明等級的星艦反應爐。玩家可以利用電力以驅動機器提高殖民地的效率，但同時亦需要建造發電機以維持機器運作，例如風力發電機、太陽能板或地熱發電機。玩家亦可研究並解鎖其他範疇的科技，例如藥物，武器，衣服等。

### 戰鬥
玩家必須面對許多遊戲進程中產生的戰鬥事件，例如敵對派系的襲擊，野生動物發狂或是蟲災等。為此，玩家需要透過徵召角色或建設防禦工事如佈設陷阱，自動炮塔以保護殖民地。玩家不但可為角色裝備各種冷兵器或槍械，亦可為角色安排防具及衣物。為角色安排合適的防具可減少角色受傷的機率或其傷口的嚴重程度。此外，玩家亦可為角色安排恰當的掩體。躲在掩體如樹，牆壁或沙包後面可大大減少角色中彈的機會，並由此減少角色受傷的機會。

### 飢餓
遊戲中的角色需要不斷補充營養。確保食物的穩定來源以應付殖民地居民的營養需求是遊戲的一大挑戰。玩家以多種方法如狩獵、貿易、農耕和放牧作為食物來源以應付角色的營養需求。野生動物可以用食物來馴化，但是部份野生動物有微小機率會在馴化失敗時狂暴化並攻擊殖民地居民。

### 殖民
2016年12月20日，Alpha 16版「放浪心」(Wanderlust)發佈。此更新加入了許多關於世界的功能；例如將殖民地所處的行星變成圓球面的、加入時區、各派系在該行星中已建立許多基地、允許玩家在該行星中旅行、建立多個殖民地、生成世界的方式和調整世界的各項參數如氣温，人口密度等。玩家可以攻擊其它派系的基地並掠奪資源，但這個行為將會激怒被攻擊的派系。

### 遊戲模組
經由Steam工作坊、遊戲官方討論區、或其它發佈點，玩家可以安裝MOD。此遊戲擁有活躍的模組製作社群，定期發佈新模組，由簡單的生活品質升級到複雜又完整的遊戲玩法改革。

## 游戏DLC
| DLC            | 发布日期           | 新增特性 |
| -------------- | ------------------ | --- |
| 皇權(Royalty)  | 2020 年 2 月 24 日 | 加入新的派系「破碎帝國」和新的心靈連結科技可供使用。它也採用了皇家頭銜的概念、機械人集群、超過13首配樂、更多的任務和更多的身體植入物及數種武器。 |
| 理念(Ideology) | 2021年7月2日       | 引進以數種迷因為基礎的信仰系統，這構成理念的核心。每個理念加入了新的建築、外觀、任務和社交身分。新的侵襲型態，動物圍欄，迫擊砲和重做的商隊，這些新加入的元素都可免費更新。 |
| 生機(BioTech)  | 2022年10月21日     | 引進新的機械人建造工程，允許建造幫助殖民地實驗或戰鬥的機器人，而殖民地居民有能力懷孕並成立新的家庭，並且居民有新的基因工程選項，成為具有特殊能力或特徵的變種人。新的變種人派系包括超級士兵到具靈能力的王妃。從建造機械人產生的放射污染，能夠對殖民地居民造成許多損害，例如感染疾病，遮陽大霧和喚醒冬眠的地下生物。這版更新也改進了啟動遊戲的載入時間，大約37%。 |
| 异邪(Anomaly)  | 2024年4月11日      | 引进了多种风格的恐怖叙事，允许玩家捕捉黑暗实体并将其收容，抵抗崇拜机械意识的邪教徒，并引进了新的结局。本DLC还包含RimWorld原声带作曲家Alistair Lindsay的一系列新配乐。 |
| 漫遊(Odyssey)  | 2025年7月11日      | |

## 评价
| 汇总媒体   | 得分   |
| ---------- | ------ |
| Metacritic | 87/100 |

| 媒体           | 得分   |
| -------------- | ------ |
| IGN            | 9/10   |
| PC Gamer美国   | 74/100 |
| GameStar       | 85/100 |
| Strategy Gamer | [ 54 ] |
| GameGrin       | 7.5/10 |
| GRYOnline      | 9.5/10 |
| Hooked Gamers  | 10/10  |

游戏得到了广泛好评。Strategy Gamer的Anna Blackwell称：「Rimworld为生存/策略模拟游戏设定了新标准，并且完美结束了早期阶段。是时候开始真正的乐趣了……」此遊戲被拿來與困難的生存管理遊戲矮人要塞相提並論。
游戏还在2016年获得了Indie DB的 「年度最佳独立游戏奖」。2018年时，游戏获得了D.I.C.E.奖的「年度战略/模拟游戏」提名和2018年Steam用户评价最高的游戏。

### 相关争议
2016年11月2日，游戏记者Claudia Lo在Rock, Paper, Shotgun网站上发表了一篇题为「 RimWorld源代码中的性别刻板印象——代码永远不会中立」的文章。文章写道，作者通过反编译游戏源代码指出了诸如「游戏中女性角色尝试建立浪漫关系的可能性大约仅为男性的八分之一」、「游戏中只有双性恋或同性恋女性」、「没有双性恋男性」等问题，以此表现游戏制作方处理虚拟人际关系中遇到的困难，认为这样的代码反映了现实社会中的性别歧视问题。

## 游戏发展
2016年9月10日，第一个DLC，RLMWORLD NAME IN GAME ACCESS发布，该DLC允许玩家通过电子邮箱创建角色姓名，在高级版中甚至可以定制其他属性如角色的背景故事，但该DLC不会改变任何玩法，仅供提供将内容输入至游戏的权利。
2019年1月15日，游戏原版可下载原声音轨推出。
2020年2月24日，第一個大型的DLC，皇權(Royalty)，伴隨著1.1版更新而發行。
2020年2月27日，伴随着DLC皇權的推出，DLC可下载原声音轨推出。
2021年7月2日，第二個大型DLC，理念(Ideology)，伴隨著1.3版更新而發行。
2022年2月28日，澳大利亞分級委員會將未公開發佈的邊緣世界主機平台移植版以「性，藥物濫用，暴力及犯罪內容之描寫違反一般成年人的道德標準」為由，將Rimworld標記為拒絕分級（RC），使得PC平台的Rimworld於澳大利亞地區的Steam平台下架。
2022年4月21日，澳大利亞分級委員會為邊緣世界重新分級並將其標記限制級（R18+），使得Rimworld可以於澳大利亞地區的Steam平台的重新上架。
2022年10月21日，第三個大型DLC，生機(BioTech)，伴隨著1.4版更新而發行。
2024年3月13日，在X宣佈會有第四個大型DLC, 異邪(Anomaly)。這個DLC增加更多榮譽遊玩概念。
2024年4月11日，第四个大型DLC，异邪(Anomaly)，伴随着1.5版更新而发行。
2025年6月11日，第5個大型DLC, 漫遊(Odyssey)，伴随着1.6版更新而釋出。